# Sparassocynus
Sparassocynus is een geslacht van uitgestorven buideldieren uit de Didelphimorphia. Het was een carnivoor die tijdens het Mioceen en Plioceen in Zuid-Amerika leefde.

## Fossiele vondsten
Fossielen van Sparassocynus zijn gevonden in Argentinië en Bolivia. Het geslacht omvat vier soorten: 
- S. bahiai: Laat-Mioceen - Vroeg-Plioceen (South American Land Mammal Age Montehermosan), Buenos Aires

- S. derivatus: Plioceen (SALMA's Chapadmalalan en Marplatan), Buenos Aires

- S. heterotopicus: Plioceen (SALMA Montehermosan), Bolivia

- S. maimarai: Laat-Mioceen (SALMA Montehermosan), Jujuy

## Kenmerken
Sparassocynus had het formaat van een bruine rat met een schedel van zes centimeter lang, een kop-romplengte van twintig tot vijfentwintig centimeter en een gewicht van vermoedelijk driehonderdvijftig gram. In vergelijking tot de hedendaagse opossums had Sparassocynus een bredere schedel met een kortere snuit. Het gebit was aangepast voor het scheuren van vlees en minder voor het eten van ander voedsel zoals bij hedendaagse opossums. Sparassocynus had krachtige kaakspieren. De bouw van de oorregio wijst op een goed gehoor. Het was een op de grond levend dier dat mogelijk ook kon klimmen en graven. Sparassocynus was een carnivoor en jaagde op kleine gewervelden en insecten. In de periode tussen het uitsterven van de sparassodonten, buideldierachtigen die een groot deel van het Kenozoïcum de dominante roofzoogdieren waren in Zuid-Amerika, en de komst van de placentaire roofdieren vulden Sparassocynus en zijn verwanten tijdelijk de niche van voornaamste Zuid-Amerikaanse roofdieren.